# Ірйо Сепанмаа
Ірйо Сепанмаа (Yrjö Sepänmaa) — сучасний фінський екофілософ, викладає в університеті міста Гельсінкі, член редколегії журналу «Екологічна етика» (англ. Environmental ethics), організатор кількох міжнародних конгресів з природоохоронної естетики (останній відбувся у Фінляндії в червні 2000 року), автор відомої книги «Краса навколишнього середовища» (1986), по суті є однією з перших книг у світі з природоохоронної естетики. Екофілософ вважає, що екологічна естетика буквально означає бачити цінність природних процесів в незалежності від людини. Виявлені таким чином моделі і принципи можуть бути переведені в галузь людської діяльності і вказувати на те, як слід поводитися з природою.
В СРСР і країнах СНД роботи Ірйо Сепанмаа невідомі.
У вітчизняній літературі з заповідної справи часто дебатується питання правомочності екотуризму в заповідниках. З точки зору природоохоронної естетики він звучить так: чи можна насолоджуватися природою, не перебуваючи в ній? Ірйо Сепанмаа відповідає наступним чином: «… можливість подібного існує — такими посередниками можуть бути карти, фотографії, малюнки і літературні описи природи. На їх основі ми можемо вивчити естетичні вимоги й очікування, спрямовані в бік природи і слідувати ходу їх розвитку». Іншими словами, екофілософ закликає «відвідувати» заповідні куточки дикої природи опосередковано, за допомогою кіно, фотографій і картин.
Велике значення для наших відносин з природою має те, як ми будемо інтерпретувати природу. Сепанмаа пише: «… і в цьому нам потрібні експерти-гіди. Багато в чому саме від них залежить, що і наскільки природа значить для нас». Якщо раніше дику природу інтерпретували як жахливе, погане місце, що вимагає поліпшення (що ідеологічно обслуговувало знищення дикої природи), то тепер порятунок останніх ділянок дикої природи залежить від того, наскільки ми зможемо показати їх цінності, гідності та блага.
«Інтерпретування природи, — продовжує автор, — це непряме демонстрування цінностей дикої природи; воно — передумова і створення основи для оцінювання. Інтепретування робить природу зрозумілою (…). Метою інтерпретування є розуміння і пояснення об'єкту. У якому сенсі тоді слід інтерпретувати природні об'єкти? Роль природничих і гуманітарних наук ясна: дозволити інтерпретації, даному в цій сфері, бути також основою і для естетичного інтерпретування (…). Інтерпретування не відбувається у вакуумі: воно має дві структури — знання та асоціації».
Екофілософ вважає, що заперечення екологічної естетики може привести до естетизму, занадто великиму підкресленню естетичних цінностей і естетичного задоволення у вузькому сенсі. Якщо в ім'я краси схвалюється діяльність, що суперечить екологічним законам, і якщо щодо них демонструється байдужість, то дана система виявляється позбавленою основи. Системи, позбавлені екологічної основи — недовговічні.
«Те, що проти екологічних законів, не може бути прекрасним… Звичайно, не все, що знаходиться у згоді з цими законами, без сумніву буде вважатися прекрасним, але висновок є таким: те, що відповідає екологічним законам, повинно за визначенням бути більш красивим, незалежно від того, як воно розглядається».
Слідом за канадським екофілософом Алленом Карлсоном Ірйо Сепанмаа обговорює красу дикої і окультуреної природи. «Краса природи може бути двох типів: краса дикої природи і краса природи, зміненої людиною. Першу слід розуміти і схвалювати, а другу — оцінювати. Розуміння дикої природи означає відповідне сприйняття її різних ландшафтів; історія зображень природи є історією розширення критерію. Завдяки цьому нині ми схвалюємо всі типи ландшафту. Причому це схвалення змінилося завдяки зміні нашого ставлення до так званих негативних естетичних цінностей (жахливий, похмурий)».
Екофілософ підкреслює, що поступово наше ставлення до традиційно естетично непривабливих ландшафтів дикої природи (болото, пустеля) стає позитивним, у чому величезна заслуга природоохоронної естетики: «У випадку з незайманою природою нашим завданням є навчитися розуміти в позитивному сенсі, чому природа красива. Завданням же критичної естетики буде пошук відповіді, наскільки добре щось зроблене в середовищі, зміненому людиною (…). Звичайно, можна вважати, що лише природний стан є найкращим».
Автор обговорює питання, як краще навчити людей бачити красу дикої і окультуреної природи. На його думку, «… нам потрібен аналіз сприйняття природи; систематизація типів ландшафту; дослідження і конкретизація ціннісних систем, що з'являються в повсякденній мові і зображеннях природи; навчання здатності сприймати навколишнє середовище. Триваюча громадська критика навколишнього середовища та обговорення принципів зміни в середовищі також необхідні. Іншими словами, нам потрібні інститути та відповідна діяльність, подібні тим, що існують довгий час у мистецтві».
Розуміння естетичної цінності природи, як справедливо вважає екофілософ, створює основу для захисту природи, бо коли ми в чому-небудь бачимо цінність, ми хочемо це захистити. Естетичні цінності дикої природи мають бути збережені — тому що вони є цінностями, а не тільки через їх корисність для кого-небудь ще.
Екофілософ пише, що практичним завданням природоохоронної естетики в першу чергу є створення теоретичної основи для завдань охорони природи: природа повинна зберігатися у вигляді національних та природних парків, окремі природні пам'ятки повинні охоронятися, як охороняються види рослин і тварин. Природа під охороною нагадує «готовий» витвір мистецтва.
На думку Сепанмаа, незайману дику природу сприймають прекрасною тому, що використовується критерій автентичності. Коли ми знаємо, що об'єкт справжній, то відкидаємо пропозиції щодо його зміни. Справжній об'єкт в природному стані зазвичай усіма поважається. Справжність (природність) означає відсутність стороннього втручання і фальші в об'єкті. У достовірності проявляються результати тривалого природного розвитку. Якщо людина прикрашає дику природу, то вона втрачає свою автентичність, а значить цінність. «Повага до того, що узгоджується з дикою природою, також проявляється і в таких речах, як неприйняття нами чужих даній місцевості рослин; їх розкіш вважається перебільшеною, показною. Єдине місце, де ми можемо їх схвалити, це чітко визначені сади».
Автор вважає, що в кожному разі в естетичному оцінюванні природи функціонують ті ж правила, що і в мистецтві: красивому пейзажу надається модельний статус, подібний твору мистецтва, громадськість його схвалює, виділяючи як об'єкт для наслідування.
Значною мірою словесні і візуальні пейзажні зображення є відбиттям цих загальноприйнятих ідеалів і пропозицією нових знахідок. Ці кліше — постійно поновлювана спадщина культури. І точно так само, як у мистецтві, є модельні, ідеальні випадки хороших творів мистецтва, зразкові роботи, серед ландшафтів є такі ж приклади якості. Зразковий ландшафт навіть не обов'язково повинен бути реальним ландшафтом. Це може бути ідеальний пейзаж, створений за допомогою різного роду картин, літературних описів.

## Публікації
- Sepanmaa Y. The beauty of environment. — Helsinki: Suomalainen Tiedeakatemia, 1986. — 183 р.
- Sepanmaa Y. From Theoretical to Applied Environmental Aesthetics: Academic Aesthetics Meets Real-World Demands // Environmental Values. — 2010. — Vol. 19, No 3. — Р. 393–405.

## Про нього
- Борейко В. Е. Введение в природоохранную эстетику / Изд. 2-е, доп. — К.: Киев. эколого-культурный центр, 1999. — 128 с.

## Виноски
1. 1 2 3 4 5 6 7 8 9   Sepanmaa Y. The beauty of environment. — Helsinki: Suomalainen Tiedeakatemia, 1986. — 183 р.